# Straßenbahn Saarlouis

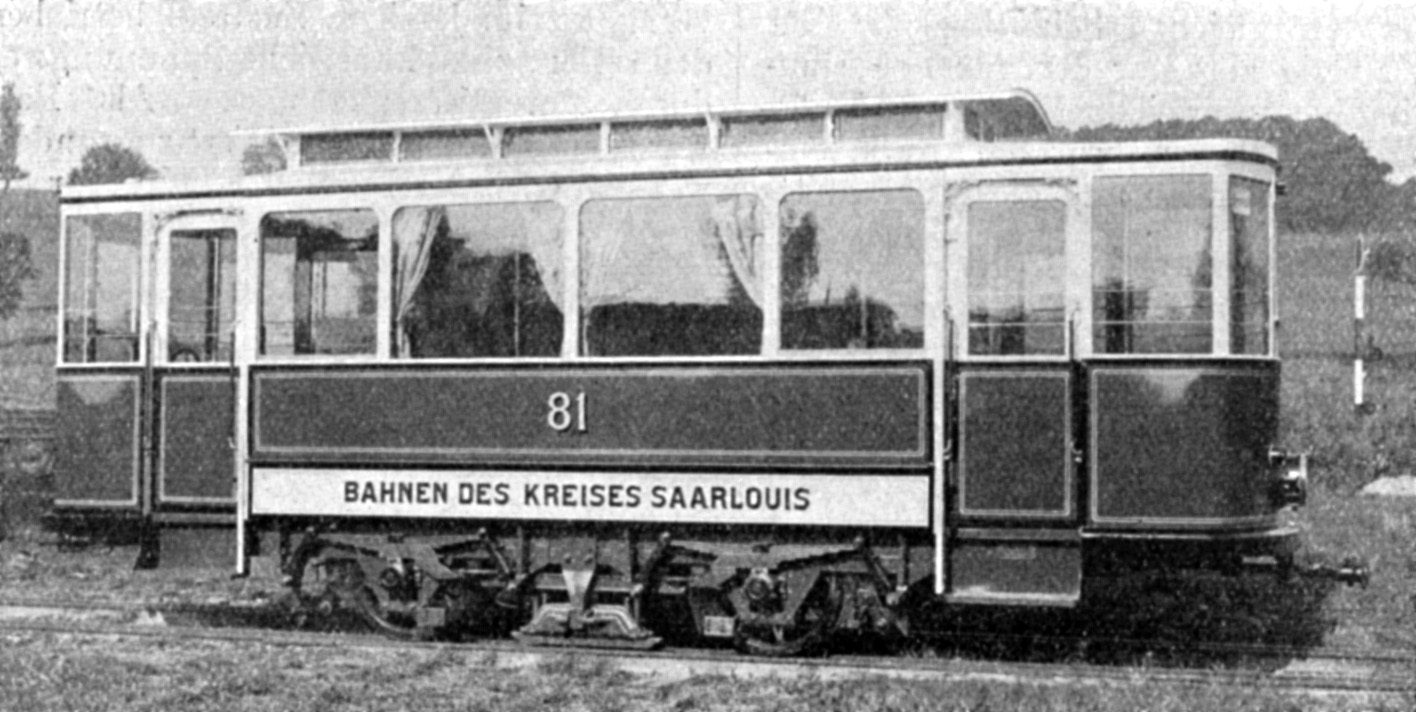
Anhängewagen der „Bahnen des Kreises Saarlouis“ 1915

Die Straßenbahn Saarlouis war ein fast 60 Kilometer langes Straßenbahn-System im Saarland. Das zuständige Verkehrsunternehmen hieß Elektrische Straßen- und Kleinbahnen im Kreis Saarlouis.

## Geschichte
Die Kreisstadt Saarlouis war schon seit 1858 durch die staatliche Saarbrücker Eisenbahn an das Eisenbahnnetz angeschlossen. Der Bahnhof (ab etwa 1954: Saarlouis Hauptbahnhof) lag jedoch vom Stadtzentrum etwa zwei Kilometer entfernt auf dem rechten Ufer der Saar. Auch zahlreiche andere Orte, in denen Kohlengruben oder Eisenhütten entstanden, blieben zunächst abseits des Schienenweges. So strebte man die Verdichtung des Verkehrsnetzes durch Klein- und Straßenbahnen an, wie es auch die Zielsetzung des Preußischen Kleinbahngesetzes war.
Im Jahr 1897 begann die Stadt Saarlouis mit dem Bau von Kleinbahnen. Die Ausführung übertrug sie der Bahnbau- und Betriebs-Gesellschaft Vering & Waechter in Berlin. Diese übernahm nach der Fertigstellung auch die Betriebsführung, die 1899 auf die Deutsche Eisenbahn-Betriebsgesellschaft AG überging. Am 1. April 1910 übernahm die Stadt die Betriebsführung in eigener Regie.
Für den Kreis Saarlouis errichtete die Eisenbahnbau-Gesellschaft Becker & Co GmbH in Berlin elektrische Straßenbahnen, die ab 1913 in Betrieb genommen wurden. Stadt und Kreis brachten ihre Bahnen, die ausnahmslos in Normalspur angelegt worden waren, in die am 31. Oktober 1922 gegründeten Kraft- und Verkehrswerke AG Saarlouis (KRAVAG) ein. Die neue Gesellschaft baute anschließend das Netz weiter aus.
Nach dem Ausscheiden der Firma Becker und einiger Kleinaktionäre behielt der Kreis Saarlouis 79 % der Aktien und die Stadt Saarlouis 21 %. Infolge der Namensänderung von Stadt und Kreis firmierte die AG ab dem 27. September 1940 als Kreisverkehrsbetriebe Saarlautern AG, nach dem Ende des Zweiten Weltkrieges dann wieder als Kreisverkehrsbetriebe Saarlouis AG. Die Aufnahme der Stadt Dillingen in den Kreis der Gesellschafter führte zur Neuaufteilung des Kapitals: der Kreis Saarlouis besaß jetzt 60 Prozent und die Städte Saarlouis sowie Dillingen je 20 Prozent der Aktien.

## Entwicklung des Streckennetzes

### Kleinbahnen der Stadt Saarlouis
Erstes Projekt der Stadt Saarlouis war die Kleinbahn Ensdorf–Saarlouis–Wallerfangen, die am 30. Juli 1897 den Betrieb eröffnete. Sie begann am Staatsbahnhof Ensdorf auf dem rechten Ufer der Saar, wo die Übergabe zum Güterverkehr der Staatsbahn geschah. Dann führte sie in einem Bogen über Lisdorf zum Kleinbahnhof im Zentrum der Kreisstadt und weiter nach Nordwesten in den Nachbarort Wallerfangen (6½ Kilometer).

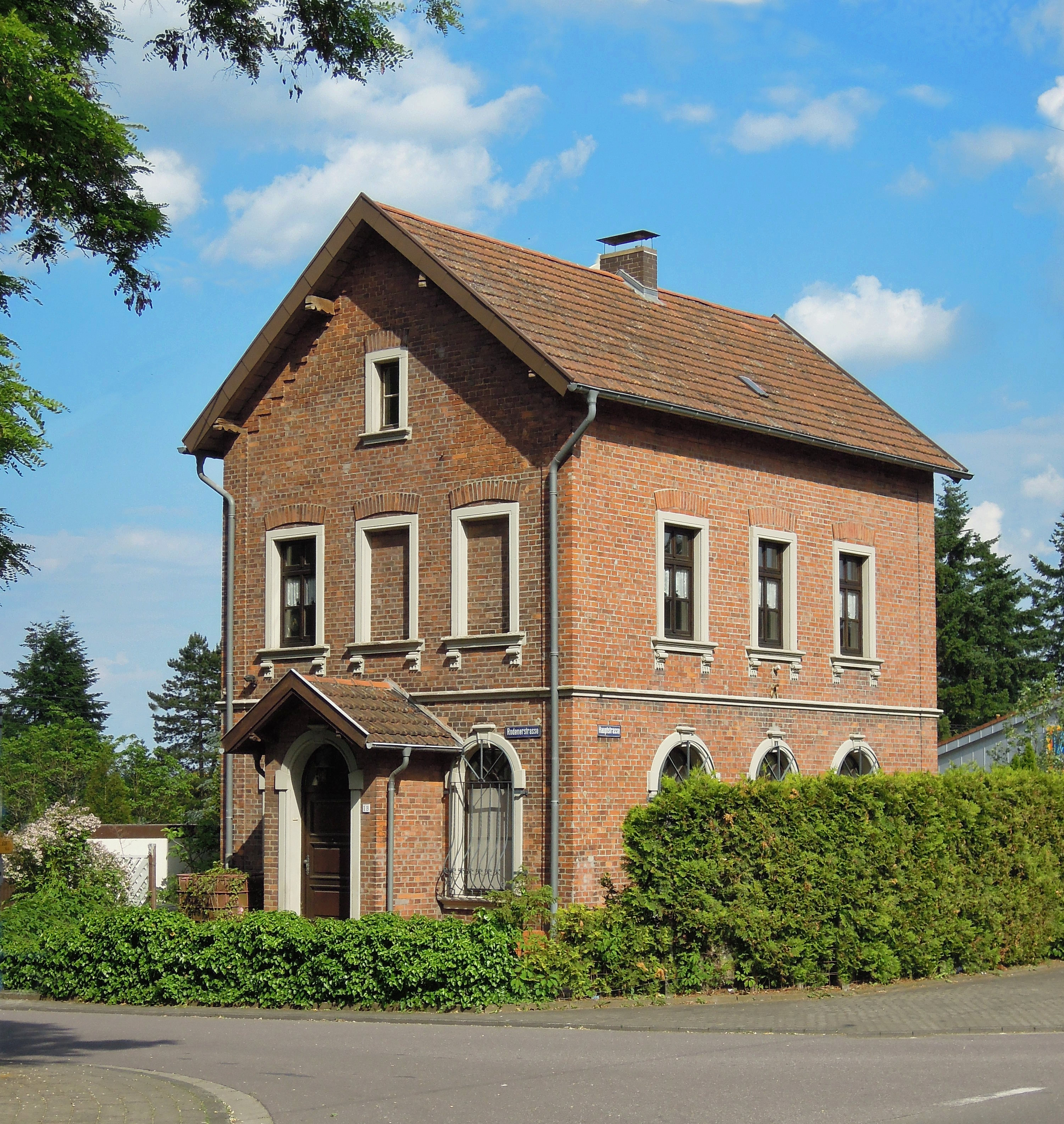
Ehemaliges Empfangsgebäude in Wallerfangen

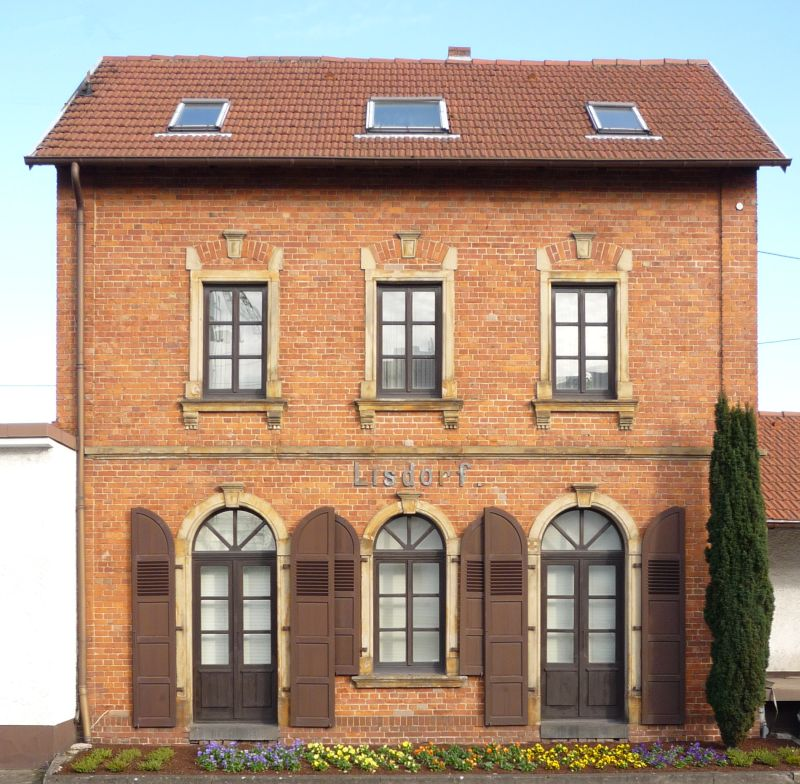
Altes Bahnhofsgebäude in Lisdorf

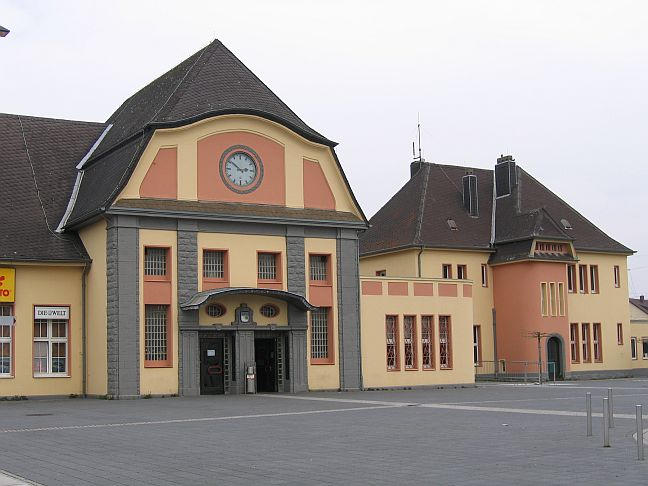
Saarlouis Hauptbahnhof

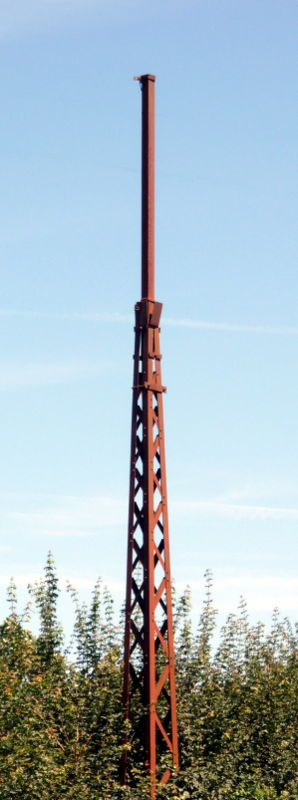
Im Jahr 2016 steht in Lisdorf noch dieser Oberleitungsmast der ehemaligen Kleinbahn Ensdorf–Saarlouis–Wallerfangen

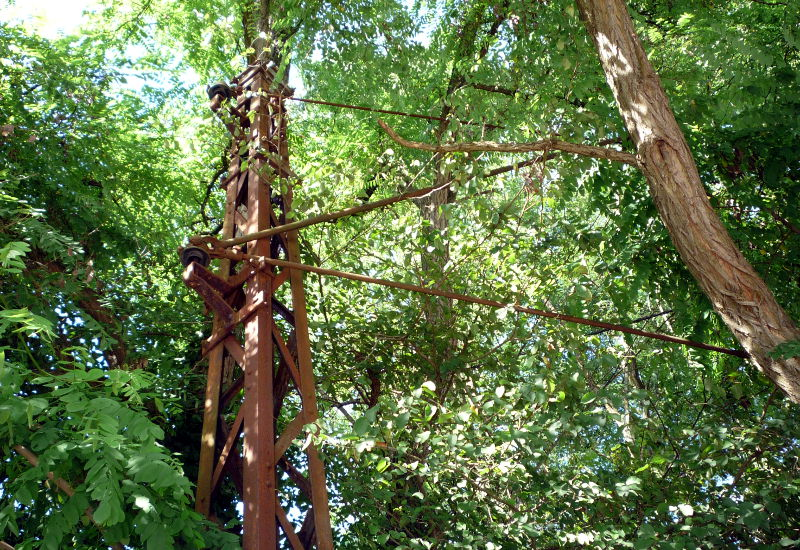
Auch in Wallerfangen ist im Jahr 2016 noch ein Oberleitungsmast vorhanden

Ausgehend vom Kleinbahnhof nahm die Stadt Saarlouis am 30. Januar 1899 eine zweite Dampfbahnstrecke in nordöstlicher Richtung über die Saar nach Fraulautern (3,2 Kilometer) in Betrieb. Dort befand sich der Staatsbahnhof Saarlouis, der 1911 etwa 500 Meter nach Westen in die Ortschaft Roden verlegt wurde, die seit 1907 zur Stadt Saarlouis gehört. Ziel war es, diesen neuen Bahnhof unverzüglich an das Straßenbahnnetz anzuschließen. Darüber gab es einen jahrelangen Streit mit der Gemeinde Fraulautern, die eine schlechtere Anbindung befürchtete.
Im Jahr 1912 wurde die Strecke nach Fraulautern, auf der von Anfang an – ganz im Gegensatz zur Ensdorfer Strecke – der Personenverkehr erheblich mehr Bedeutung hatte als der Güterverkehr, an den Kreis abgegeben. Dieser fügte sie nach einigen Veränderungen in sein im Bau befindliches elektrisches Straßenbahnnetz ein.
Am 20. Juni 1913 eröffnete die Stadt Saarlouis eine weitere Kleinbahnstrecke, die vom Stadtzentrum nach Westen bis Felsberg (4,8 Kilometer) führte. Das Reichskursbuch enthält 1914 folgende Strecken mit 1435 mm Spurweite (Normalspur):
- Ensdorf – Lisdorf (2,0 Kilometer) – Saarlouis Kleinbahnhof (3,5 Kilometer) – Beaumarais Haltepunkt (5,8 Kilometer) – Wallerfangen (6,5 Kilometer)
- Saarlouis Kleinbahnhof – Felsberg (4,8 Kilometer)

Die Kleinbahnen der Stadt Saarlouis wurden damals noch mit Dampflokomotiven betrieben. Auf den Strecken von elf Kilometern Länge waren sechs Lokomotiven, acht Personen-, zwei Gepäck-, zwei Post- und vier Güterwagen im Einsatz.
Mit Wirkung zum 1. Oktober 1918 übernahm der Kreis durch Kauf sämtliche städtischen Kleinbahnen.

### Kreisbahn Saarlouis
Der Kreis Saarlouis eröffnete 1913 Straßenbahnlinien, die von Anfang an elektrifiziert waren. Den Betrieb führte die Eisenbahnbau-Gesellschaft Becker & Co GmbH in Berlin, die auch den Bau ausgeführt hatte.
Am 20. Mai 1913 konnte auf der ehemals städtischen Kleinbahn nach Fraulautern eine elektrische Straßenbahn verkehren, die auch den neuen Staatsbahnhof unmittelbar berührte.
Ferner gingen am 18. Oktober 1913 die folgenden Strecken in Betrieb:
a) Staatsbahnhof – Dillingen (Saar) – Diefflen – Nalbach
b) Saarlouis – Ensdorf – Schwalbach (auf zusätzlicher Trasse zwischen Saarlouis und Ensdorf)
c) Fraulautern – Saarwellingen
d) Fraulautern – Ensdorf – Bous
e) Lisdorf – Wadgassen
Im Jahr 1914 umfasste das kreiseigene Straßenbahnnetz 37 Kilometer elektrisch betriebene Strecken. Dafür standen 28 Triebwagen, ein Beiwagen und zwei Packwagen zur Verfügung.
Im Jahr 1916 wurden die Straßenbahnlinien mit den Nummern 1–8 bezeichnet:
10Saarlouis Staatsbahnhof – Roden (1,5 km) – Dillingen (4,2 km)
20Saarlouis Kleiner Markt – Lisdorf (0,6 km) – Ensdorf (2,9 km) – Schwalbach (6,4 km)
30Saarlouis Kleiner Markt – Staatsbahnhof – Fraulautern (3,1 km) – Saarwellingen Ende (7,6 km)
40Saarlouis Kleiner Markt – Staatsbahnhof – Fraulautern (3,1 km) – Ensdorf (5,6 km)
50Saarlouis Kleiner Markt – Lisdorf – Wadgassen (7,3 km)
60Saarlouis Kleiner Markt – Lisdorf – Ensdorf (2,9 km) – Bous (6,5 km)
70Dillingen Bahnhof – Diefflen (3,9 km) – Nalbach Ende (5,9 km)
80Saarlouis Kleiner Markt – Staatsbahnhof (2,0 km)

### Kraft- und Verkehrswerke AG
Die Kraft- und Verkehrswerke AG setzten den Ausbau des Netzes am 1. April 1922 mit der Elektrifizierung der Kleinbahnabschnitte Saarlouis – Felsberg und Saarlouis – Wallerfangen fort, die dann als Straßenbahnlinien 9 und 10 bezeichnet wurden. Die Felsberger Strecke wurde am 1. September 1925 bis in das lothringische Kreuzwald (Creutzwald) verlängert, seitdem gehörte die Straßenbahn Saarlouis zu den wenigen Straßenbahnbetrieben weltweit mit grenzüberschreitendem Straßenbahnverkehr. Den fast zwei Kilometer langen Abschnitt auf französischem Territorium finanzierte der Eigentümer der Grube La Houve und verpachtete ihn an die Bahngesellschaft. Diese Strecke galt bis zu ihrer Einstellung auch im Personenverkehr als Kleinbahn; daher konnten im Berufsverkehr bis zu sechs Beiwagen mitgeführt werden.
Am 13. August 1927 wurde die Straßenbahnlinie 4 von Fraulautern auf einer Neubaustrecke nach Hülzweiler (3,2 km) geführt, dafür führte nun die Linie 6 nach Bous über Fraulautern.
Erst am 22. November 1932 wurde die „Stammstrecke“ der Kleinbahn zwischen Saarlouis und Ensdorf für den Güterverkehr elektrifiziert. Vom Jahr 1933 an bis zum 6. Oktober 1934 bediente hier auch die Straßenbahnlinie 11 den Personenverkehr.
Eine kleine Erweiterung des Schienennetzes fand 1935 in Dillingen statt, wo eine 350 m lange Abzweigung samt Wendeschleife am Bahnhof eröffnet wurde.
Mit rund 59 Kilometern war die größte Ausdehnung des Netzes erreicht. Im Jahr 1933 wurden folgende Linien befahren:
10Saarlouis Kleiner Markt – Staatsbahnhof – Dillingen (6,2 km)
20Saarlouis Kleiner Markt – Lisdorf – Ensdorf – Schwalbach (8,4 km)
30Saarlouis Kleiner Markt – Fraulautern – Saarwellingen (7,6 km)
40Saarlouis Kleiner Markt – Fraulautern – Hülzweiler (6,3 km)
50Saarlouis Kleiner Markt – Lisdorf – Wadgassen Bf (7,3 km)
60Saarlouis Kleiner Markt – Fraulautern Bf – Ensdorf – Bous (9,2 km)
70Dillingen – Diefflen – Nalbach (5,9 km)
80Saarlouis Kleiner Markt – Saarlouis Staatsbahnhof (2,0 km)
90Saarlouis Kleiner Markt – Felsberg – Berus – Überherrn – Creutzwald (15,5 km)
100Saarlouis Kleiner Markt – Wallerfangen (3,0 km)
110Saarlouis Kleinbahnhof – Lisdorf – Ensdorf (3,5 km)
Bereits am 6. Oktober 1934 endete auf der von der Linie 11 befahrenen Kleinbahnstrecke der Straßenbahnverkehr, während der Güterverkehr bis zur völligen Betriebseinstellung 1963 dort weitergeführt wurde.
Seit 1936 ging man von dem Prinzip ab, den Kleinen Markt zur Endhaltestelle aller Linien zu machen; vielmehr verband man nun einige Linien zu größeren Durchmesserlinien.
Besonders bemerkenswert ist die Tatsache, dass die Straßenbahnlinien wegen der zahlreichen Schichtarbeiter unter den Fahrgästen ihren Betrieb mit einer nur kurzen nächtlichen Betriebspause von 2:30 Uhr bis 3:40 Uhr abwickelten.

## Statistik
Aus der Statistik von 1928 ist zu entnehmen, dass von den insgesamt 59,4 Kilometer langen Strecken nur 3,1 km zweigleisig angelegt waren. Der Fahrzeugbestand umfasste 4 Dampflokomotiven, 32 elektrische Triebwagen, 21 Bei- und 3 Personenwagen, 2 Pack-, 4 Güter- und 6 Kohlenwagen. Bis zum Jahr 1939 hatte sich das wenig verändert; jedoch waren die vier Dampflokomotiven durch zwei elektrische Loks ersetzt worden.
Für die im Jahr 1958 noch ein Netz von 29 Kilometern befahrende Straßenbahn waren 26 Trieb- und 20 Beiwagen vorhanden. Im Jahr 1961 reichten für die letzte Strecke mit Personenbeförderung, die damals nach Creutzwald bestand, noch fünf Triebwagen und sieben Beiwagen aus. Außerdem waren für den Güterverkehr bis zuletzt die beiden elektrischen Lokomotiven im Einsatz, die nach der Betriebseinstellung zur Dillinger Hütte kamen.

## Einstellung des Personenverkehrs auf der Schiene
Als der Zweite Weltkrieg im Jahr 1939 begann, lag der Kreis Saarlouis im Frontgebiet, weshalb die Zivilbevölkerung evakuiert wurde. Monatelang ruhte der gesamte Straßenbahnverkehr, bis im Sommer 1940 die Bewohner wieder in ihre Heimatorte zurückkehren durften. Gegen Ende des Krieges wiederholten sich diese Ereignisse.
Trotz erheblicher Zerstörungen durch Luftangriffe und Kampfhandlungen beim Einmarsch der alliierten Truppen wurde das Straßen- und Kleinbahnnetz fast vollständig wiederaufgebaut. Nur die direkte Strecke von der Innenstadt über Lisdorf nach Ensdorf wurde nicht repariert. Es machten sich alsbald immer mehr Mängel bemerkbar, die eine grundlegende Erneuerung der Strecken und der Fahrzeuge dringend erforderlich machten. Doch die Beschaffung neuer Fahrzeugen war schwierig und wurde auch von vielen als nicht mehr zeitgemäß angesehen. So entschloss man sich zur Einstellung des Betriebes in den kommenden Jahren.
Schrittweise schrumpfte das Netz durch die Einstellung auf folgenden Teilstrecken:
18. Mai 1953: Lisdorf – Wadgassen und Ensdorf – Bous
30. Juli 1953: Saarlouis Kleiner Markt – Lisdorf, Rosenthal
30. November 1953: Saarlouis Kleiner Markt – Wallerfangen
4. September 1955: Dillingen – Nalbach und Fraulautern – Saarwellingen
31. Mai 1957: Saarlouis Hauptbahnhof – Dillingen
1. Juni 1959: Fraulautern – Ensdorf – Schwalbach
29. Februar 1960: Saarlouis Kleiner Markt – Hauptbahnhof – Fraulautern – Hülzweiler
28. Februar 1961: Saarlouis Kleinbahnhof – Felsberg – Creutzwald (La Houve)

## Omnibuslinien
Alle Verbindungen wurden nach und nach von den Omnibuslinien der Gesellschaft bedient. Sie hatte schon am 1. März 1928 einen zusätzlichen Omnibusbetrieb mit einer Linie von 7,7 km Länge eröffnet. In den Jahren 1932/33 wurden versuchsweise einige Straßenbahnlinien im Südosten (Schwalbach, Bous und Wadgassen) auf Busbetrieb umgestellt; dieser bewährte sich damals jedoch nicht. 1939 waren sechs Überlandlinien mit einer Gesamtlänge von 78 km neben dem Straßenbahnnetz in Betrieb. 1958 wurden 212 km Omnibuslinien befahren und im Jahr 2000 waren es 702 km.
Die Zahl der Omnibusse stieg von einem im Jahr 1928 auf acht im Jahr 1939, 47 Busse und sieben Anhängern im Jahr 1958 sowie auf 95 Busse im Jahr 2000.

## Güterverkehr
Der Güterverkehr wurde von den Kreisverkehrsbetrieben Saarlautern/Saarlouis unter der Bezeichnung Kleinbahn Ensdorf–Saarlautern/Saarlouis–Wallerfangen–Felsberg auf den Strecken Ensdorf–Saarlautern–Wallerfangen und Saarlautern–Felsberg–Kreuzwald (insgesamt 22 km) betrieben.
Besonders wichtig war der Transport der geförderten Kohlen aus der Grube La Houve in Lothringen zur Dillinger Hütte; in der Gegenrichtung wurde Grubenholz nach Lothringen befördert.
Nach der Elektrifizierung der (alten) Strecke nach Ensdorf 1932 wurden keine Dampflokomotiven bei der Kreisbahn mehr eingesetzt.
Der Güterverkehr endete in den Jahren 1953 bis 1963 als letzter Betriebsteil des Schienenverkehrs in Saarlouis auf den beiden noch vorhandenen Strecken:
30. November 1953: Saarlouis – Wallerfangen
31. Dezember 1960: Saarlouis – Felsberg – Creutzwald
31. Dezember 1963: Saarlouis – Lisdorf – Ensdorf